# Eagle Aviation (Allemagne)

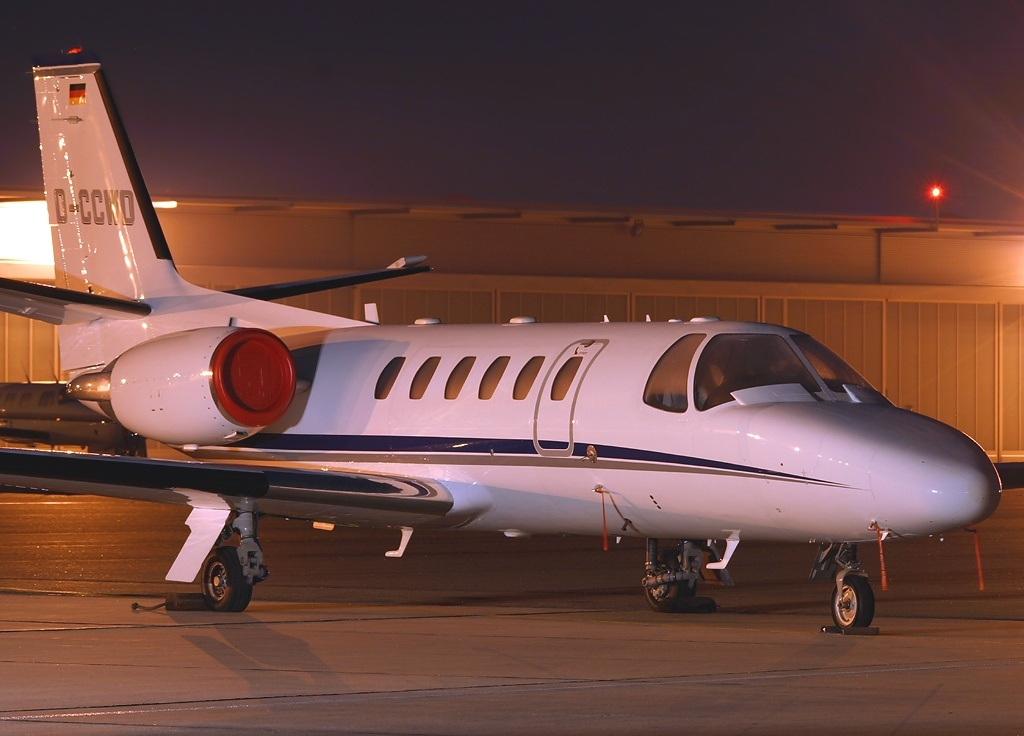
Photo d’un avion Cessna 550B Citation Bravo.

Eagle Aviation est une compagnie aérienne allemande basée à Mannheim, à l'aéroport de Mannheim. Son code OACI est GER, et son indicatif d'appel est GERMAN EAGLE.

## Entreprise
Eagle Aviation a été fondée en 2009, et Fait des vols d'affaires.

## Flotte
Eagle Aviation a un avion (Cessna Citation XLS), immatriculé D-CCWD.